# Ореховское сельское поселение (Приморский край)
Ореховское се́льское поселе́ние — сельское поселение в Дальнереченском районе Приморского края.
Административный центр — село Орехово.

## История
Статус и границы сельского поселения установлены Законом Приморского края от 7 декабря 2004 года № 190-КЗ «О Дальнереченском муниципальном районе»

## Население
| 2010  | 2011  | 2012  | 2013  | 2014  | 2015  | 2016  |
| ----- | ----- | ----- | ----- | ----- | ----- | ----- |
| 1500  | ↘1489 | ↘1437 | ↘1397 | ↘1379 | ↘1329 | ↘1311 |
| 2017  | 2018  | 2019  | 2020  | 2021  |       |       |
| ↘1289 | ↘1223 | ↘1172 | ↘1132 | ↘1001 |       |       |

## Состав сельского поселения
В состав сельского поселения входят 4 населённых пункта:
| № | Населённый пункт | Тип населённого пункта       | Население |
| - | ---------------- | ---------------------------- | --------- |
| 1 | Боголюбовка      | село                         | ↘295      |
| 2 | Мартынова Поляна | посёлок                      | ↘158      |
| 3 | Орехово          | село, административный центр | ↘763      |
| 4 | Поляны           | посёлок                      | ↘284      |

## Местное самоуправление
Администрация
Адрес: 692111, с. Орехово, ул. Кооперативная, 48. Телефон: 8 (42356) 63-4-11
Глава администрации
- Подтоптанный Сергей Николаевич